# The Principle of Evil Made Flesh
The Principle of Evil Made Flesh — музичний альбом гурту Cradle of Filth. Виданий 24 лютого 1994 року лейблом Cacophonus Records. Загальна тривалість композицій становить 52:34. Альбом відносять до напрямку блек-метал, готичний метал.

## Список пісень
1. «Darknes Our Bride» — 2:00
2. «The Principle of Evil Made Flesh» — 4:34
3. «The Forest Whispers My Name» — 5:06
4. «Iscariot» — 2:33
5. «The Black Goddess Rises» — 6:48
6. «One Final Graven Kiss» — 2:15
7. «A Crescendo of Passion Bleeding» — 5:30
8. «To Eve the Art of Witchcraft» — 5:28
9. «Of Mist and Midnight Skies» — 8:09
10. «In Secret Love We Drown» — 1:29
11. «A Dream of Wolves in the Snow» — 2:10
12. «Summer Dying Fast» — 5:39